# Chrást (Plzeň városi járás)
Chrást település Csehországban, Plzeň városi járásban. Chrást Dolany, Plzeň, Dýšina, Druztová, Nadryby és Smědčice településekkel határos. Lakosainak száma 1923 fő (2024. január 1.).

## Népesség
A település lakosságának változását az alábbi diagram mutatja:
| Lakosok száma | 742  | 1185 | 1557 | 1950 | 1825 | 1868 | 1869 | 1903 | 1886 | 1923 |
|               | 1869 | 1900 | 1921 | 1961 | 1980 | 2011 | 2016 | 2019 | 2021 | 2024 |